# Montagny-lès-Buxy
Montagny-lès-Buxy település Franciaországban, Saône-et-Loire megyében. Lakosainak száma 203 fő (2022. január 1.). Montagny-lès-Buxy Bissey-sous-Cruchaud, Buxy, Cersot, Jully-lès-Buxy, Saint-Vallerin és Sassangy községekkel határos.

## Népesség
A település népességének változása:
| Lakosok száma | 222  | 219  | 227  | 218  | 216  | 215  | 215  | 209  | 203  |
|               | 2013 | 2015 | 2016 | 2017 | 2018 | 2019 | 2020 | 2021 | 2022 |